# 7,5 cm KwK 42
De 7,5 cm KwK 42/L70 was een Duits kanon, voornamelijk gebruikt op de Panther en de Jagdpanzer IV/70(A)/(V)s tijdens de Tweede Wereldoorlog. De Jagdpanzer variant kreeg de naam 7,5 cm Pak 42. Het wapen was bedoeld als vervanging van de 7,5 cm KwK 40, welke niet genoeg vuurkracht meer bezat.

## Gebruik
7,5 cm KwK 42
- SdKfz. 171 Panther.

7.5 cm PaK 42
- SdKfz.162/1 Jagdpanzer IV/70(A)/(V).